# Adam Ptáčník
Adam Ptacnik (né le 4 décembre 1985 à Pardubice) est un coureur cycliste sur piste tchèque. Il a été médaillé de bronze du keirin lors des championnats d'Europe de 2010.

## Palmarès

### Jeux olympiques
- Pékin 2008
  - 11e de la vitesse par équipes

### Championnats du monde
- Copenhague 2010
  - 12e de la vitesse par équipes
  - 33e de la vitesse
- Apeldoorn 2011
  - 11e de la vitesse par équipes
  - 25e du keirin
- Cali 2014
  - 17e du keirin[1] (éliminé au repêchage du 1er tour)
  - 23e de la vitesse individuelle[2]
- Saint-Quentin-en-Yvelines 2015
  - 25e de la vitesse individuelle[3]
- Londres 2016
  - 31e de la vitesse individuelle[4]

### Championnats d'Europe
- Moscou 2003
  -  Médaillé de bronze de la vitesse par équipes juniors
- Fiorenzuola 2005
  -  Médaillé de bronze de la vitesse par équipes
  -  Médaillé de bronze du keirin espoirs
- Pruszkow 2010
  -  Médaillé de bronze du keirin

### Championnats nationaux
- Champion de République tchèque de vitesse par équipes en 2008